# Wyżyna Frankońska
Wyżyna Frankońska, także Jura Frankońska (niem. Fränkische Alb, Fränkischer Jura, Frankenalb) – wyżyna w południowej części Niemiec, na obszarze Bawarii, w dorzeczu rzek Dunaj i Men. Stanowi zachodnie przedłużenie Jury Szwabskiej, od której jest oddzielona kraterem Nördlinger Ries.

## Geografia
Jest to teren o krajobrazie pagórkowatym, którego wzniesienia dochodzą do 656 m n.p.m. (Dürrenberg). W kilku miejscach wyżyna przyjmuje charakter zbliżony do gór niskich, jednak przewyższenia rzadko przekraczają 200 metrów. Obszar jest zbudowany z wapieni jurajskich i liczne regiony są znane z występowania formacji skalnych, w szczególności Dolina Altmühl (niem. Altmühltal) oraz Szwajcaria Frankońska (niem. Fränkische Schweiz). Wyżyna rozdziela Frankonię od Bawarii historycznej i w niewielkim stopniu Szwabii.
W geografii niemieckiej region ten dzieli się na trzy mezoregiony (niem. Naturraum-Einheiten): Północna Wyżyna Frankońska, Środkowa Wyżyna Frankońska i Południowa Wyżyna Frankońska.

### Północna Wyżyna Frankońska
Północna Wyżyna Frankońska (niem. Nördliche Frankenalb) zajmuje 1900 km² i obejmuje tereny wokół dolin rzek Pegnitz i Wiesent na północny wschód od Norymbergi. Znajduje się w większości w rejencji Górna Frankonia, wschodni skraj w rejencji Górny Palatynat, a południe w rejencji Środkowa Frankonia. Najwyższym punktem jest Hohenmirsberger Platte (614 m n.p.m.). Okolice doliny Wiesent i Püttlach między Pottensteinem a Ebermannstadt są znane jako Szwajcaria Frankońska dzięki swojemu pagórkowatemu krajobrazowi i licznym formacjom skalnym. Okolice Hersbruck znane są pod nazwą Hersbrucker Alb.

### Środkowa Wyżyna Frankońska
Środkowa Wyżyna Frankońska (niem. Mittlere Frankenalb) obejmuje obszar między Ratyzboną, Ambergiem i Norymbergą. Jest w większości położony w rejencji Górny Palatynat, a jedynie zachodni skraj w rejencji Środkowa Frankonia.

### Południowa Wyżyna Frankońska
Południowa Wyżyna Frankońska (niem. Südliche Frankenalb) wznosi się wokół mającej charakter przełomowy doliny rzeki Altmühl. Słynie ona z licznych formacji skalnych oraz stanowisk paleontologicznych, takich jak miejsce odkrycia archeopteryksa.

## Wspinaczka

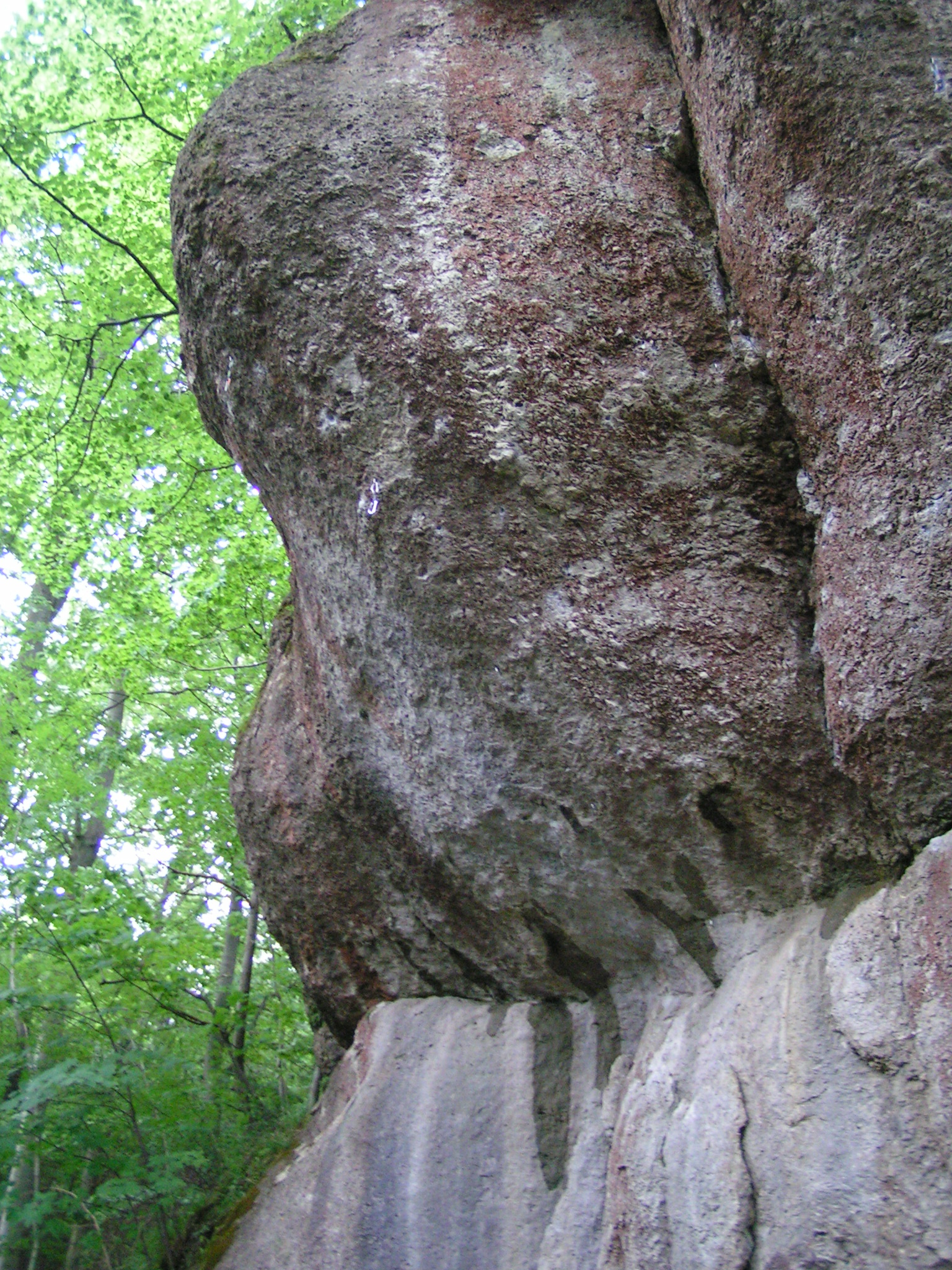
Action Directe

Jura Frankońska, a w szczególności jej północna część, stanowi jeden z najpopularniejszych i najrozleglejszych na świecie rejonów wspinaczkowych. Na skałkach tutejszych dolin krasowych i ostańców, zbudowanych z białego i szarego wapienia wytyczono ponad 7000 dróg wspinaczkowych. Przeważająca większość z nich to krótkie drogi sportowe, lub o asekuracji tradycyjnej. Na Jurze dokonało się wiele punktów zwrotnych światowego wspinania. Tu powstawały klasyczne style wspinaczkowe RK (Rotkreis) i RP (Rotpunkt), tutaj także legendarny wspinacz niemiecki Wolfgang Güllich poprowadził w 1991 roku drogę Action Directe, wówczas najtrudniejszą drogę wspinaczkową na świecie.